# Al sur del corazón
Al sur del corazón fue una telenovela chilena, producida por Mazal y emitida por Mega durante el primer semestre de 2024. Creada por Daniella Castagno, con guiones desarrollados junto a Elena Muñoz, Luz Valdivieso, Alejandro Bruna y José Fonseca. La dirección general estuvo a cargo de Patricio González. Se estrenó el 9 de abril de 2024, sucediendo en el horario a Como la vida misma.
Protagonizada por Paola Volpato y Francisco Melo.

## Sinopsis
La familia Bravo es una familia de mujeres que, en un intento por abrirse camino en un mundo dominado por los hombres, establecen una lechería. La trama se adentra en los valores y lazos que unen a una abuela, Hilda Bravo (Gabriela Hernández), su hija Emilia (Paola Volpato), y sus tres nietas, Gracia, (Mariana di Girolamo), Milagros (Francisca Armstrong) y Trinidad (Clara Silvera). Estas mujeres, que han decidido excluir a los hombres de sus vidas, se enfrentan a un pasado repleto de secretos que amenaza con alterar su existencia.

## Reparto[5]

### Principales
- Paola Volpato como Emilia Bravo
- Francisco Melo como Manuel Toro
- Mariana Di Girolamo como Gracia Pinto
- Mario Horton como Felipe Toro
- Gastón Salgado como Pablo Gallardo
- Francisca Armstrong como Milagros Pinto
- Gabriela Hernández como Hilda Bravo
- Claudio Arredondo como Juan Álvarez
- Catalina Guerra como Rita Krauss
- Carmen Disa Gutiérrez como Tránsito Cafuleo
- Francisca Gavilán como Mercedes Sagredo
- Francisco Ossa como Francisco Pinto
- Pedro Campos Di Girolamo como Rodrigo Arancibia
- Victoria de Gregorio como Valentina García-Huidobro
- Constanza Araya como Judith Fuenzalida
- Simón Beltrán como Óscar Álvarez
- Clara Silvera como Trinidad Pinto
- Fernanda Salazar como Evelyn Pezoa
- Jorge Arecheta como Nicolás Marambio
- Patricia Rivadeneira como Paula Mella[6]

## Producción
La producción, coproducida por Mazal, se destaca por su ambientación en la pintoresca localidad de Puerto Octay, en la región de Los Lagos. Con la dirección de Patricio González, la producción comenzó en noviembre de 2023 y las grabaciones comenzaron el 3 de enero de 2024.
La serie también está disponible en Netflix.

## Banda sonora[11]
| Intérprete                     | Tema                     | Personaje(s)       | Actor(es)                            |
| ------------------------------ | ------------------------ | ------------------ | ------------------------------------ |
| Chayanne                       | Necesito un segundo      | Tema Principal     |                                      |
| Luciano Pereyra ft. Luis Fonsi | Como no enamorarme de ti | Emilia y Manuel    | Paola Volpato y Francisco Melo       |
| Fernanda                       | Dime si tú               | Gracia y Felipe    | Mariana di Girolamo y Mario Horton   |
| Elisa                          | Escrito por mí           | Pablo y Milagros   | Gastón Salgado y Francisca Armstrong |
| SIVEN                          | Amor Eterno              | Milagros y Rodrigo | Francisca Armstrong y Pedro Campos,  |
| Mano Arriba                    | Admítelo                 | Pablo y Judith     | Gastón Salgado y Constanza Araya     |